# Voltaj
Voltaj – rumuński zespół muzyczny grający muzykę pop-rockową i hardrockową założony w 1982 roku; zdobywca nagrody MTV Europe Music Awards 2005 w kategorii Najlepszy rumuński wykonawca; reprezentant Rumunii podczas 60. Konkursu Piosenki Eurowizji w 2015 roku.

## Historia zespołu
Zespół Voltaj został założony w 1982 roku przez gitarzystę Adriana Iliego i wokalistę Cristiego Marinescu. Niedługo po rozpoczęciu działalności do początkowego składu formacji dołączyli perkusista Nikki Dinescu oraz basista Dan Cimpoieru. W tym składzie zespół nagrał swój debiutancki singiel „Nori de hârtie” oraz zagrał pierwszy koncert, który odbył się w Domu Kultury „Mihai Eminescu” w Bukareszcie. W kolejnych latach Cimpoieru zdecydował się na opuszczenie grupy, a na jego miejsce został wybrany Horațiu Rad. Niedługo potem z zespołu odszedł Minculescu, który zdecydował się na powrót do swojego poprzedniego bandu – IRIS. Na jego miejsca trafiła wokalistka Sanda „Zizi” Lăcătușu. 
W październiku 1986 roku, po kolejnych przetasowaniach w składzie zespołu (Doru Borobeică zastąpił odchodzącego Horațiu Rada, a z grania w grupie zrezygnowali Gabriel Nacu, Doru Borobeică i Sanda Lăcătușu), formacja pojawiła się na krajowym rynku (m.in. podczas koncertu w Sali Polivalentă) w zupełnie nowym zestawieniu: Cristi „Trântoru” zaczął pełnić funkcję wokalisty, Amedeo Bolohoi i Adrian Ilie – gitarzystów, Dan Mateescu – basisty, Doru „M.S.” Istudor – perkusisty. Większość muzyków grała wcześniej w innym lokalnym zespole – Quartz. Dwa lata później Adrian Ilie opuścił kraj i przeprowadził się do Stanów Zjednoczonych. Bolohoi również ogłosił zakończenie współpracy z pozostałymi członkami grupy, a na jego miejsce został wybrany Manuel Savu. W tym samym roku nastąpiła następna zmiana w składzie Voltaj: Borobeică wrócił do składu zespołu, a oprócz niego do formacji dołączyli Bogdan Cristea i Eugen „Brebu” Sălceanu. W międzyczasie grupa zmieniła swoją nazwę na Amedeo Bolohoi, którą wykorzystywała podczas sezonu koncertowego. Po uformowaniu się ostatecznego składu Voltaj zaczął występować podczas lokalnych festiwali, a także nagrał singiel „Cenușă și diamant”. Pod koniec roku do grupy dołączył Valeriu „Prunus” Ionescu.
W 1996 roku, czyli czternaście lat po założeniu zespołu, na rynku ukazał się debiutancki album studyjny Voltaj zatytułowany Pericol de moarte, który został nagrany w składzie: Valeriu „Prunus” Ionescu, Nikki Dinescu, Adi Sârbu, Gabi Constantin i Tavi Colen, który był promowany przez single „Cenușă și diamant” i „Lumina”. Do 1998 roku grupa grała głównie muzykę rockową, od kolejnego roku zdecydowała się na zmianę stylu, rozpoczynając nagrywania materiału zawierającego brzmienia rocka elektrycznego. Kolejne wewnętrzne spory między muzykami spowodowały, że skład Voltaj po raz kolejny uległ zmianie: do grupy dołączyli Călin „Pictorul” Goia, Școlii Vedetelor, Gabi „Porkus” Constantinde, Vali „Prunus” Ionescu i Bobby Stoica, który jednak niedługo później został zastąpiony przez Paula „Pampona” Neacșu. W takim zestawieniu Voltaj rozpoczął nagrania swojej drugiej płyty. W lutym 1999 roku ukazał się singiel „Asta-i viața” zapowiadający drugą płytę grupy zatytułowaną Risk Maxim 2, która ukazała się w połowie lipca tegoż roku. W ramach promocji Voltaj brał udział w wielu festiwalach w kraju, a sama płyta otrzymała w grudniu statuetkę Złotego Mikrofonu w kategorii Najlepszy album rockowy.
W 2000 roku Voltaj wydał swój trzeci album studyjny zatytułowany Bungee, którą promował utwór „Albinuța”. W kolejnym roku premierę miał czwarty krążek w dorobku zespołu pt. 3D, na którym znalazły się m.in. single „20 de ani”. W 2002 z formacji odszedł Neacșu, który zdecydował się na wyprowadzkę z kraju. Na jego miejsce trafił Oliver Sterian, który wcześniej pełnił funkcję perkusisty w zespole Bere Gratis. W tymże roku ukazał się piąty album długogrający Voltaj zatytułowany 424, promowany przez utwory „De mâine” i „Noapte Bună”, a kilka miesięcy później – debiutancka płyta kompilacyjna pt. Best of, która zawierała najpopularniejsze piosenki w dorobku grupy. 

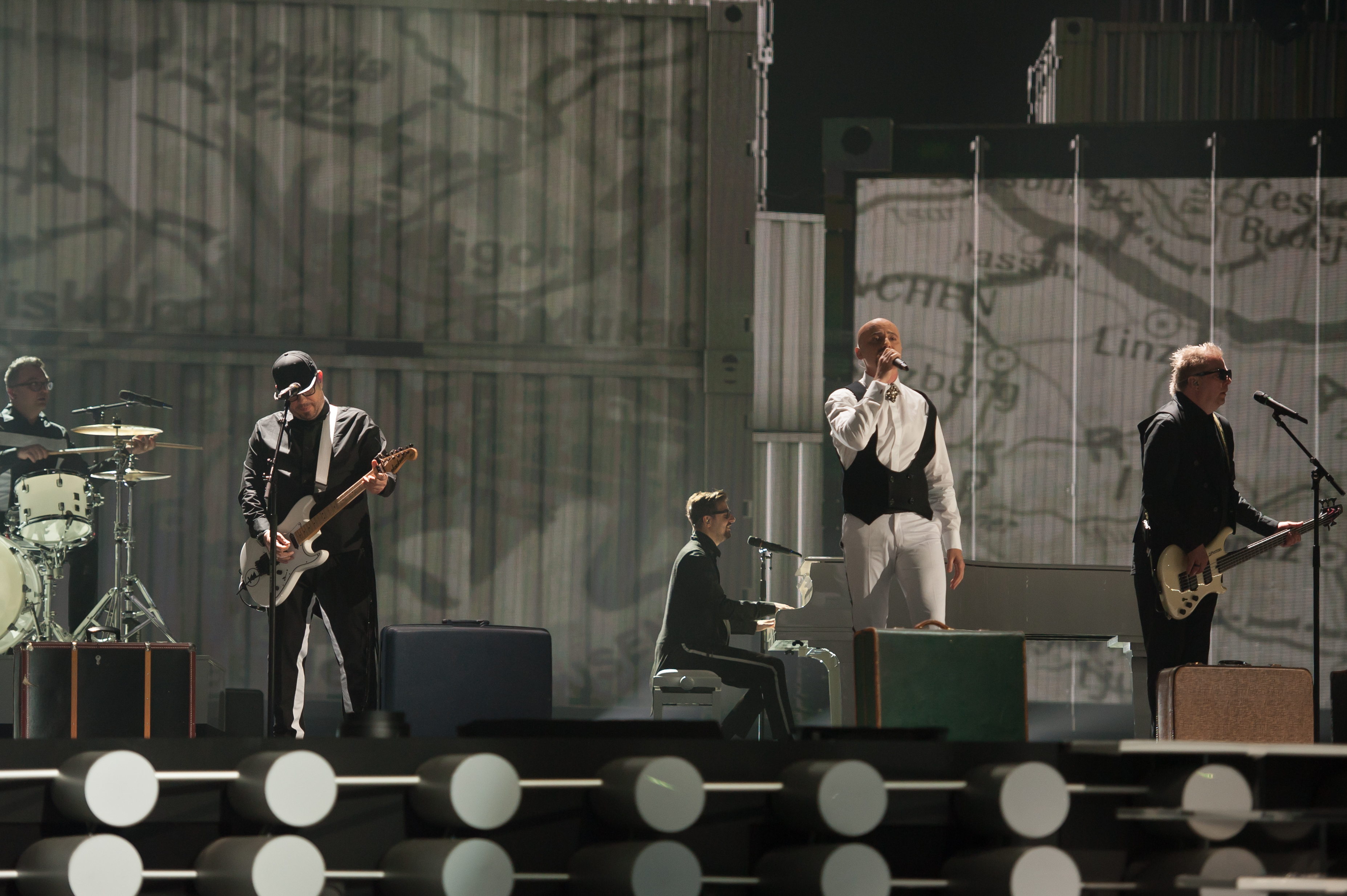
Voltaj podczas prób do występu w 60. Konkursie Piosenki Eurowizji w 2015 roku

W 2004 roku na rynku ukazała się kolejna płyta Voltaj zatytułowana Povestea Oricui. W kolejnym roku zespół odebrał statuetkę MTV Europe Music Award w kategorii Najlepszy rumuński wykonawca. Jesienią 2006 roku premierę miał siódmy krążek studyjny formacji zatytułowany Revelator, a kilka miesięcy później – płyta pt. V8. W 2010 Voltaj nawiązał współpracę z zespołem Deepside Deejays, z którym nagrał singiel „I Wanna Be Free”. Dwa lata później muzycy nagrali swój kolejny album – Dă vina pe Voltaj. W czerwcu zespół odebrał nagrodę Romanian Music Awards 2012 w kategorii Najlepszy występ na żywo. W grudniu tego samego roku Bobby Stoica zakończył współpracę z Voltaj z powodu konfliktu między nam a Gabim „Porkusem” Constantinem dotyczącego sytuacji praw autorskich, a także z powodu kontrowersji związanych z basistą Valeriu Ionescu, oskarżanego przez resztę muzyków o nadużywanie alkoholu oraz agresywne zachowania wobec publiczności podczas koncertów. 
W marcu 2015 roku Voltaj wziął udział w finale lokalnych eliminacji do 60. Konkursu Piosenki Eurowizji Selecția Națională 2015, do których zgłosił się z utworem „De la capat”. Piosenka otrzymała ostatecznie największą liczbę 24 punktów od komisji jurorskiej i telewidzów, dzięki czemu zespół został reprezentantem Rumunii podczas konkursu organizowanego w Wiedniu. Grupa wystąpiła w pierwszym półfinale konkursu, w którym zaprezentowała dwujęzyczną wersję piosenki – „De la capăt (All Over Again)”, i zakwalifikowała się do sobotniego finału, w którym zagrała jako dwudziesta w kolejności i zajęła 15. miejsce z 35 punktami, w tym z maksymalną notą 12 punktów od Mołdawii.

## Skład zespołu
| - Călin Goia – śpiew - Gabriel „Porcus” Constantin – gitara elektryczna - Adrian Cristescu – instrumenty klawiszowe - Valeriu „Prunus” Ionescu – gitara basowa - Oliver Sterian – perkusja | - Cristi Minculescu – śpiew - Adrian Ilie – gitara - Dan Cimpoieru – gitara - Horațiu Rad – gitara basowa - Nikki Dinescu – perkusja - Gabriel Nacu – gitara - Cristi Ilie – śpiew - Sanda „Zizi” Lăcătușu – śpiew - Amedeo Bolohoi – gitara - Dan Mateescu – gitara basowa | - Doru „M.S.” Istudor – perkusja - Bogdan Cristea – śpiew - Cristi Marinescu – gitara - Doru Borobeică – gitara basowa - Manuel Savu – gitara - Eugen „Brebu” Sălceanu – instrumenty klawiszowe - Florin „Dog” Ionescu – perkusja - Paul „Pampon” Neacșu – perkusja - Bobby „Bobiță” Stoica – instrumenty klawiszowe |

## Dyskografia

### Albumy studyjne
- Pericol de moarte (1996)
- Risk Maxim 2 (1999)
- Bungee (2000)
- 3D (2001)
- 424 (2002)
- Povestea oricui (2004)
- Revelator (2006)
- V8 (2008)
- Dă vina pe Voltaj (2012)

### Albumy kompilacyjne
- Best of (2003)
- Integrala Voltaj (2005)
- Doza ta de muzică Voltaj (2006)
- Remix (2006)